# Cheilonella
Cheilonella is een monotypisch mosdiertjesgeslacht uit de familie van de Romancheinidae en de orde Cheilostomatida. De wetenschappelijke naam ervan is in 1885 voor het eerst geldig gepubliceerd door Koschinsky.

## Soort
- Cheilonella bathyalis d'Hondt & Schopf, 1985